# Tanaecia caerulescens
Tanaecia caerulescens är en fjäril som beskrevs 1889 av den brittiska fjärilsforskaren Henley Grose-Smith. Taxonet placeras i släktet Tanaecia och familjen praktfjärilar. Inga underarter finns listade i Catalogue of Life.
Arten beskrevs utifrån ett specimen från Kina-Baru, på Sabah i Malaysia. Den beskrevs ursprungligen som Tanæcia cærulescens, och det förekommer två olika stavningar av det vetenskapliga artepitetet: caerulescens och coerulescens. Holotypen finns inte bevarad men en hane, en förmodad syntyp, finns i samlingarna på Natural History Museum i London.